# Crawford, Mississippi
Crawford là một thành phố thuộc quận Lowndes, tiểu bang Mississippi, Hoa Kỳ. Năm 2010, dân số của thành phố này là 641 người.

## Dân số
- Dân số năm 2000: 656 người.
- Dân số năm 2010: 641 người.